# Romanche
Romanche (francouzsky La Romanche) je řeka na jihovýchodě Francie. Je 78 km dlouhá. Povodí má rozlohu 1240 km².

## Průběh toku
Pramení pod horou Grande Ruine (Sources de la Romanche, 2143 m) v Dauphineských Alpách v národním parku Ecrins. Hlavními přítoky jsou Véneon a l'Eau d'Olle. Protéká, ve směru východ – západ, údolím Vallée de la Romanche, které se nachází jižně pod významným silničním sedlem Col du Lautaret.

## Využití
Mezi známá sídla ležící na jejím břehu je např. lyžařské středisko La Grave. Za La Grave po pár kilometrech toku je řeka zastavena přehradní nádrží Lac du Chambon (1 040 m, plocha 1,42 km², výška hráze 90 m) u města Mizoën. U letoviska Le Bourg-d'Oisans ústí ze srdce národního parku Parc National Ecrins průzračná řeka Véneon. Na jih od olympijského města Grenoble se vlévá do řeky Drac (u města Vizille), která je sama přítokem řeky Isère. Na horním toku řeky Romanche se také provozuje Rafting.

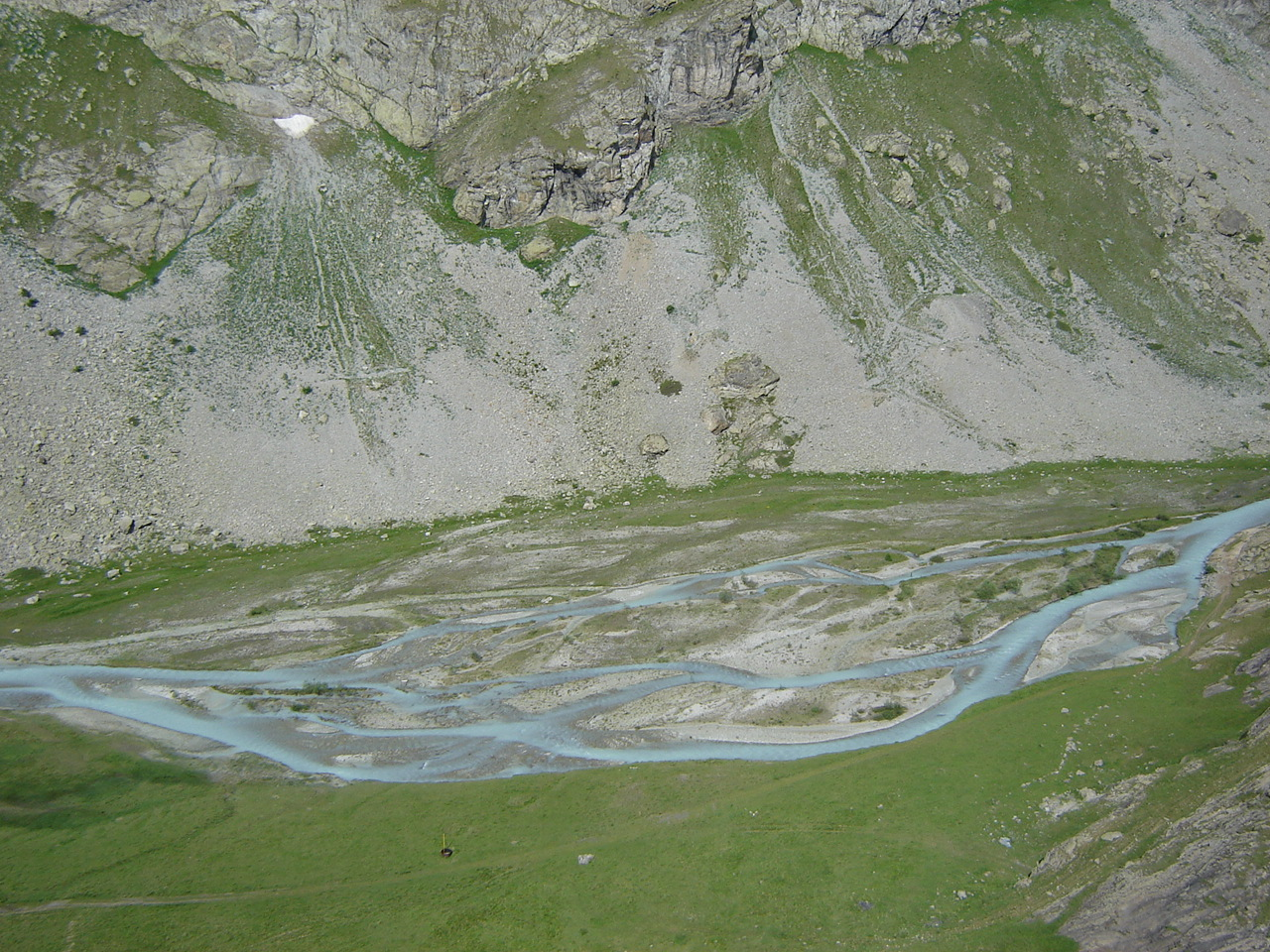
meandry řeky Romanche
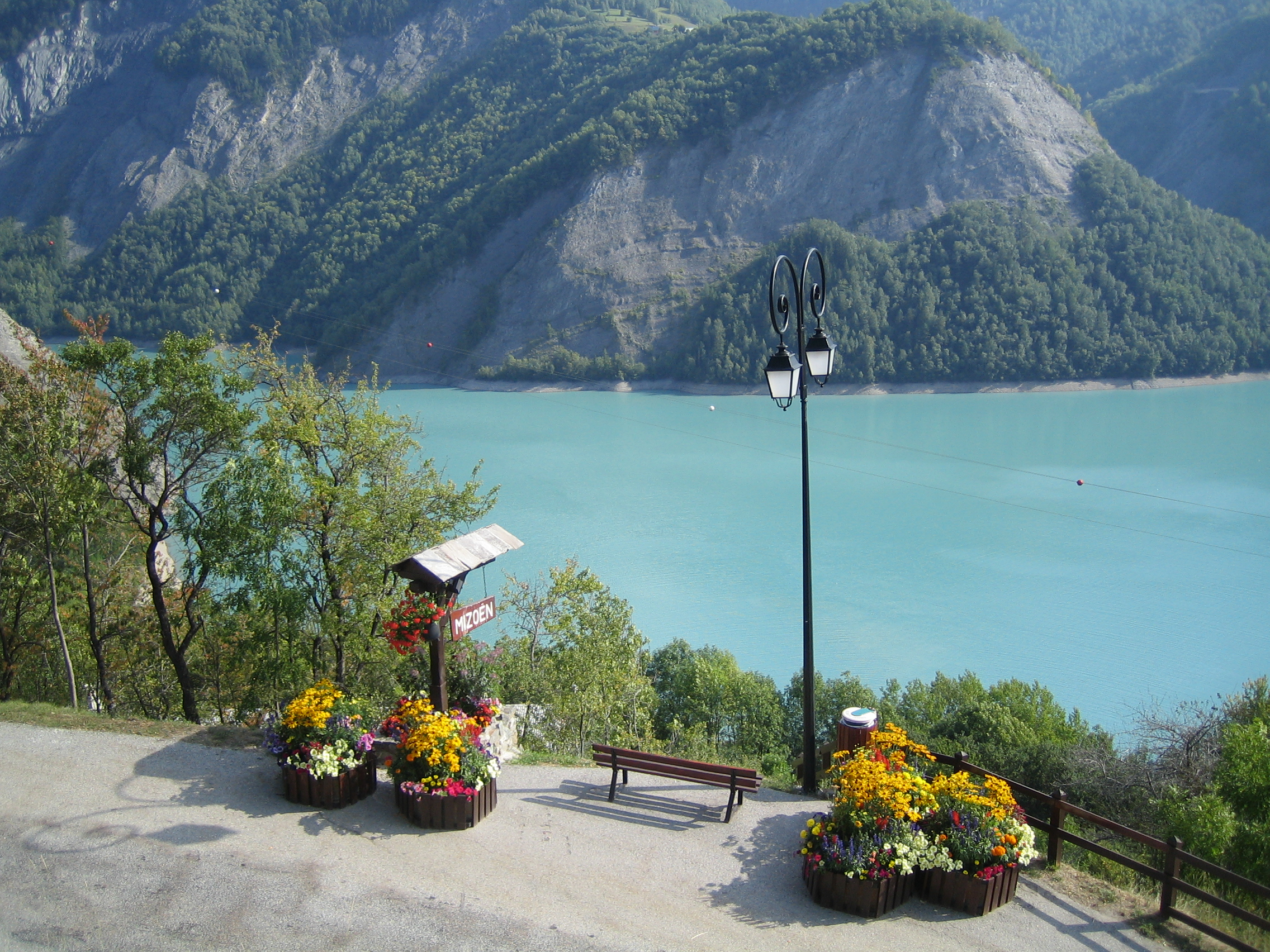
přehrada Lac du Chambon